# Godshuis De Vos

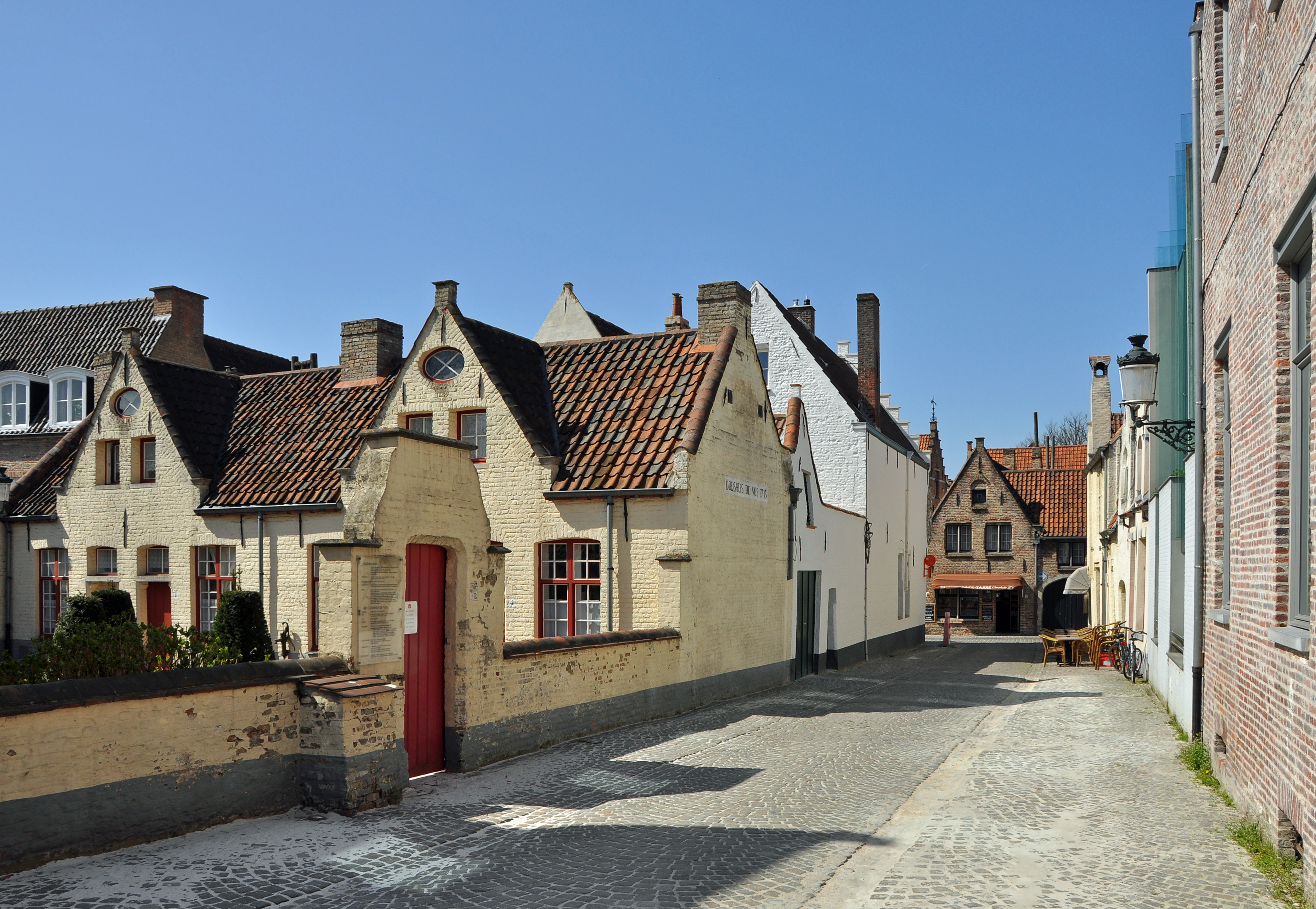
Zicht op het beluik De Vos

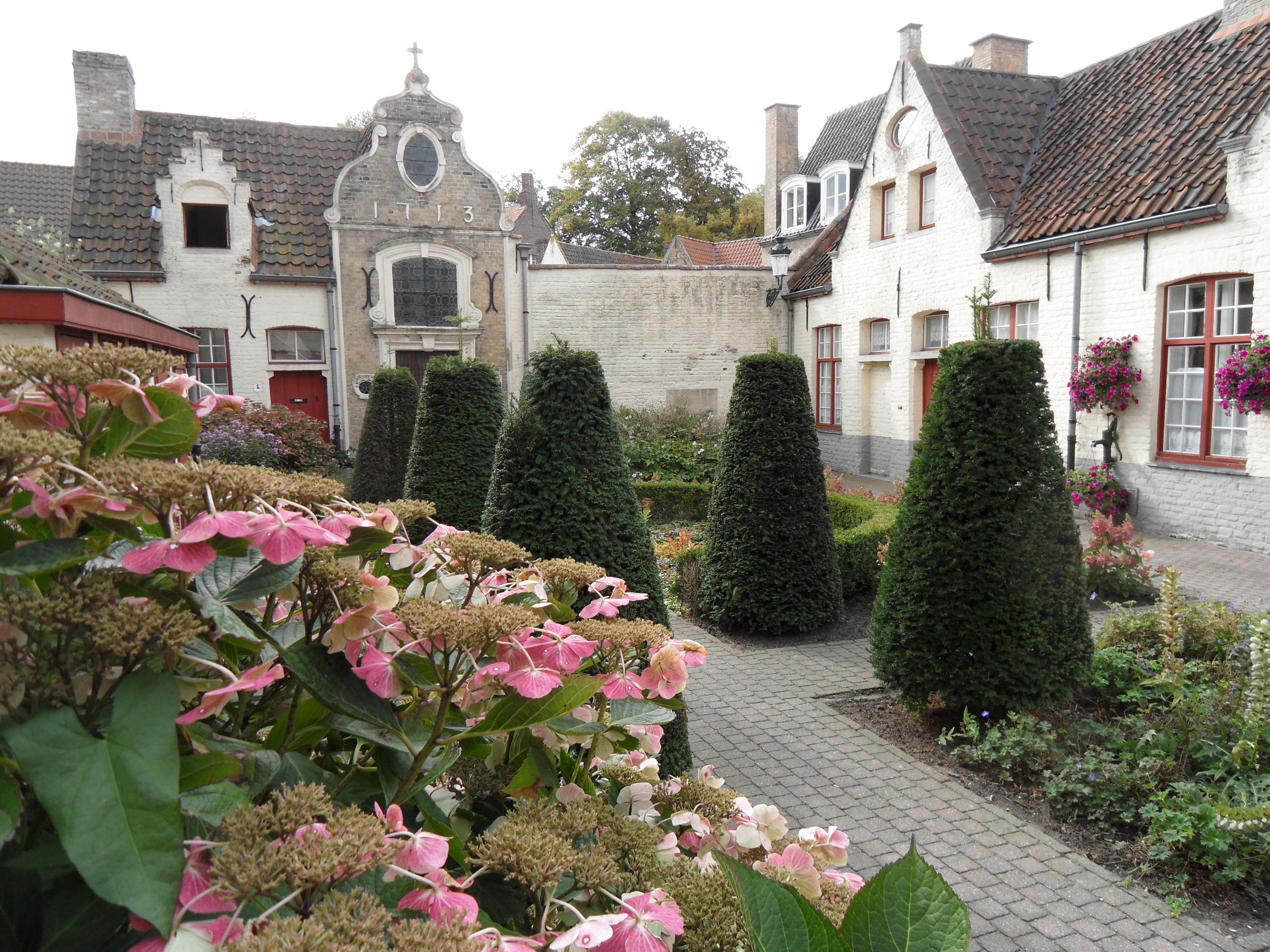
Zicht op de tuin van het beluik De Vos, met op de achtergrond de kapel

Godshuis De Vos is een klein godshuis met een viertal woningen in Brugge.

## Geschiedenis
Op 7 juni 1715 stichtte Christiaan De Vos († Brugge, 12 november 1719) een godshuis met huisvesting voor zes arme weduwen. Hij was al in 1713 op een gedeelte van de tuin van zijn woning die op het Wijngaardplein lag, aan de bouw begonnen van zes huisjes en een kapel rond een tuin, uitgevend op de Noordstraat, van de straat afgesloten door een hoge muur. Een achterpoortje verbond zijn huis met het godshuis, hetgeen voor hem, volgens de stichtingsakte, het bestuur van de stichting makkelijker zou maken.
In 1714, nog voor de officiële stichting dus, namen de eerste bewoonsters hun intrek. Ze kregen een maandelijkse gift van vijftien schellingen en wekelijks een brood.
Na zijn dood werd De Vos als beheerder opgevolgd door de proost van de Onze-Lieve-Vrouwekerk en de drie pastoors van de Onze-Lieve-Vrouweparochie, terwijl zijn zoon het plaatsingsrecht behield. Die zoon was Jan de Vos (†1747), licentiaat in de rechten en schepen van Brugge. Hij had geen kinderen, en het recht ging na zijn dood eveneens naar de vermelde priesters.
Het kleine beluik wordt gedomineerd door de kapel, in barokstijl uitgevoerd. In de statuten werd voorzien dat de bewoonsters tweemaal daags in de kapel gingen bidden. Na hun dood werden de bewoonsters op het kerkhof van de Onze-Lieve-Vrouwekerk begraven, tegenaan de muur, op de plek waar, aan de binnenkant, in de Sacramentskapel het graf van vader en zoon De Vos zich bevond. De documenten die betrekking hadden op de stichting, werden in de kapel bewaard in een kistje met vier sloten. Het kistje staat er nog steeds, maar de documenten rusten in de archieven van het OCMW.
In de Franse tijd werd het godshuis, zoals alle andere, eigendom van de Commissie van Burgerlijke godshuizen.
Sinds 1996 is het beluik als monument beschermd. Het maakt tevens deel uit van het eveneens in 1996 als stadsgezicht beschermde Minnewater en omgeving.
In 1963 werd de muur, die het beluik volledig aan het zicht onttrok, vervangen door een laag muurtje. In 1994 werden de huisjes gerestaureerd en gereduceerd tot vier woningen.